# AMD Spider
AMD Spider — платформа, що складається з продуктів рівня «для ентузіастів» від AMD. Сюди входять процесори серії AMD Phenom X4 9000, GPU серії ATI Radeon HD 3800, і чипсет серії AMD 7.